# Margarida Colomer i Rovira
Margarida Colomer i Rovira (Vilassar de Mar, 31 de maig de 1944) és una historiadora catalana.
Ha estudiat la història contemporània de la comarca del Maresme, en especial, de Mataró i Argentona. Va col·laborar al Diccionari biogràfic del moviment obrer als Països Catalans (1991), editat per la Universitat de Barcelona. Filla d'una treballadora tèxtil, s'ha dedicat, entre d'altres a la figura de l'exalcalde mataroní Josep Abril i Argemí i al moviment cooperatiu i la lluita obrera, especialment la de les dones. El 2011 va fer donació a l'Arxiu municipal d'Argentona d'un a col·lecció de microfilms relatius a documents de la Causa General, que va descobrir a l'Arxiu Històric Nacional de Madrid. Contenen moltes informes del diferents nivells de l'administració franquista amb denúncies i suposades proves d'oposants al règim dictatorial.
Obres
- La Postguerra a Mataró (1939 - 1952)[6][7]
- Francesc Burniol: el mestre que fou depurat per republicà i catalanista[8]
- Josep Calvet i Móra. La trajectòria d'un rabassaire argentoní (1891 - 1950)
- Guerra civil i revolució a Argentona (1936 - 1939). La problemàtica en la rereguarda